# Schistidium robustum
Schistidium robustum (deutsch Kräftiges Spalthütchen oder Kräftiges Rotkäppchenmoos) ist eine Laubmoos-Art aus der Familie Grimmiaceae.

## Beschreibung
Die Pflanzen sind bis fünf Zentimeter groß und bilden lockere bis dichte, olivfarbene, bräunliche oder graugrüne Rasen. Der Stämmchenquerschnitt zeigt einen deutlichen Zentralstrang. Die Blätter sind eiförmig-lanzettlich, im oberen Blattteil schmal und spitz auslaufend, mit kräftiger, gerader, stark gezähnter, an der Basis meist etwas abgeflachter, bis 0,8 Millimeter langer Glasspitze. Die Blattränder sind glatt und stark umgerollt. Die Blattlamina ist einzellschichtig, nur selten sind zweizellschichtige Streifen in der Blattspitze vorhanden. Die Blattzellen sind sinuös, unten rechteckig, oben kurz-rechteckig bis gelegentlich isodiametrisch.
Sporenkapseln sind häufig und zahlreich, meist nur schwach in die Blätter eingesenkt. Die hellbraune oder rotbraune Urne ist zylindrisch, 1,9-mal bis 3,1-mal so lang wie breit. Die Exothecialzellen (Zellen der Außenschicht der Kapselwand) sind in Form und Größe unregelmäßig, mehrheitlich jedoch verlängert, die Längswände ungleichmäßig verdickt. Es sind 8 bis 10 Spaltöffnungen vorhanden. Die Peristomzähne sind 300 bis 440 Mikrometer lang, orangerot, dicht papillös und in eine lange und feine, leicht abbrechende Spitze ausgezogen. Die Sporengröße ist 8 bis 11,5 Mikrometer.

## Standortansprüche
Schistidium robustum wächst vor allem auf besonntem Kalkgestein und Kalkschiefer, auf Mauern und Beton, selten auch am Stammgrund von Laubbäumen. Der Lebensraum reicht dabei von der collinen bis (in den Alpen) zur subnivalen Höhenstufe.

## Verbreitung
In Deutschland ist die Art in den Alpen häufig, im Jura verbreitet, in den Muschelkalkgebieten zerstreut. In Österreich ist sie in den Kalkalpen verbreitet und häufig, weniger häufig in den Zentralalpen, selten im Alpenvorland.
Weltweit gibt es Vorkommen in West-, Süd- und Nordeuropa, im Kaukasus und in Nordamerika.